# Sportverein Darmstadt 1898 2018-2019
Questa voce raccoglie le informazioni riguardanti lo Sportverein Darmstadt 1898  nelle competizioni ufficiali della stagione calcistica 2018-2019.

## Stagione
Nella stagione 2018-2019 il Darmstadt, allenato da Dīmītrīs Grammozīs, concluse il campionato di 2. Bundesliga al 10º posto. In coppa di Germania il Darmstadt fu eliminato al secondo turno dall'Hertha Berlino.

## Rosa
| N. |                         | Ruolo | Calciatore             |
| -- | ----------------------- | ----- | ---------------------- |
| 24 | Ucraina (bandiera)      | P     | Igor Berezovskiy       |
| 35 | Germania (bandiera)     | P     | Josip Galic            |
| 38 | Germania (bandiera)     | P     | Max Grün               |
| 1  | Portogallo (bandiera)   | P     | Daniel Heuer Fernandes |
| 22 | Germania (bandiera)     | P     | Rouven Sattelmaier     |
| 31 | Germania (bandiera)     | P     | Florian Stritzel       |
| 28 | Germania (bandiera)     | D     | Marcel Franke          |
| 37 | Germania (bandiera)     | D     | Patrick Herrmann       |
| 3  | Germania (bandiera)     | D     | Sebastian Hertner      |
| 21 | Germania (bandiera)     | D     | Immanuel Höhn          |
| 32 | Germania (bandiera)     | D     | Fabian Holland         |
| 36 | RD del Congo (bandiera) | D     | Wilson Kamavuaka       |
| 40 | Germania (bandiera)     | D     | Tim Rieder             |
| 39 | Germania (bandiera)     | D     | Cameron Royo           |
| 17 | Germania (bandiera)     | D     | Sandro Sirigu          |

| N. |                     | Ruolo | Calciatore         |
| -- | ------------------- | ----- | ------------------ |
| 15 | Germania (bandiera) | D     | Mathias Wittek     |
| 23 | Germania (bandiera) | C     | Sören Bertram      |
| 20 | Germania (bandiera) | C     | Marcel Heller      |
| 11 | Germania (bandiera) | C     | Tobias Kempe       |
| 5  | Serbia (bandiera)   | C     | Slobodan Medojević |
| 6  | Germania (bandiera) | C     | Marvin Mehlem      |
| 26 | Germania (bandiera) | C     | Christoph Moritz   |
| 34 | Germania (bandiera) | C     | Leon Müller        |
| 4  | Islanda (bandiera)  | C     | Victor Pálsson     |
| 25 | Germania (bandiera) | C     | Yannick Stark      |
| 19 | Germania (bandiera) | A     | Serdar Dursun      |
| 37 | Germania (bandiera) | A     | Luca Gelzleichter  |
| 8  | Turchia (bandiera)  | A     | Selim Gündüz       |
| 7  | Germania (bandiera) | A     | Felix Platte       |
| 9  | Germania (bandiera) | A     | Johannes Wurtz     |

## Organigramma societario
Area tecnica
- Allenatore: Dīmītrīs Grammozīs
- Allenatore in seconda: Sven Thur
- Preparatore dei portieri: Dimo Wache, Uwe Zimmermann
- Preparatori atletici: Kai Peter Schmitz

## Risultati

### 2. Bundesliga

#### Girone di andata
| Arbitro: | Dankert |

|            |           |  |
| Dursun 52’ | Marcatori |  |

| Arbitro: | Winkmann |

|                             |           |  |
| Neudecker 52’ Buchtmann 85’ | Marcatori |  |

| Arbitro: | Hartmann |

|                                 |           |  |
| Heller 68’ Dursun 74’ Kempe 86’ | Marcatori |  |

| Arbitro: | Sather |

|  |           |            |
|  | Marcatori | 11’ Franke |

| Arbitro: | Pfeifer |

|           |           |               |
| Kempe 90’ | Marcatori | 46’ Klingmann |

| Arbitro: | Kempkes |

|                                         |           |            |
| Koné 3’ (rig.), 90’ Ebert 54’ Heise 60’ | Marcatori | 18’ Heller |

| Arbitro: | Müller |

|          |           |                          |
| Sulu 66’ | Marcatori | 90’ Massimo 90’ Hartherz |

| Arbitro: | Gerach |

|                                              |           |                       |
| Girth 12’ Mühling 23’ Serra 32’ Kinsombi 70’ | Marcatori | 29’ (rig.), 39’ Kempe |

| Arbitro: | Dietz |

|            |           |                     |
| Dursun 89’ | Marcatori | 13’ Hunt 45’ Holtby |

| Arbitro: | Reichel |

|              |           |           |
| Grüttner 55’ | Marcatori | 36’ Jones |

| Arbitro: | Rohde |

|                      |           |  |
| Kempe 23’ Dursun 75’ | Marcatori |  |

| Arbitro: | Cortus |

|                                        |           |            |
| Dursun 43’ Hammann 60’ (aut.) Sulu 80’ | Marcatori | 71’ Bülter |

| Arbitro: | Thomsen |

|              |           |  |
| Weilandt 62’ | Marcatori |  |

| Arbitro: | Heft |

|  |           |                                     |
|  | Marcatori | 55’ Terodde 66’ Czichos 70’ Córdoba |

| Arbitro: | Fritz |

|                                    |           |            |
| Andersson 28’, 42’ Sulu 65’ (aut.) | Marcatori | 73’ Dursun |

| Arbitro: | Sather |

|                  |           |                   |
| Kempe 83’ (rig.) | Marcatori | 2’ (rig.) Lezcano |

| Arbitro: | Gerach |

|                   |           |                     |
| Testroet 50’, 64’ | Marcatori | 76’ Höhn 78’ Mehlem |

#### Girone di ritorno
| Arbitro: | Reichel |

|                                                  |           |                      |
| Tekpetey 16’, 75’, 84’ Michel 50’, 77’ Gueye 88’ | Marcatori | 32’ Mehlem 65’ Jones |

| Arbitro: | Gräfe |

|                       |           |              |
| Heller 81’ Dursun 89’ | Marcatori | 37’ Miyaichi |

| Arbitro: | Siewer |

|                                     |           |                        |
| Wolze 8’ Nielsen 25’ Il'jučenko 59’ | Marcatori | 73’ Bertram 88’ Moritz |

| Arbitro: | Bacher |

|           |           |                         |
| Wurtz 84’ | Marcatori | 35’, 59’ (rig.) Glatzel |

| Arbitro: | Koslowski |

|                 |           |                  |
| Schleusener 24’ | Marcatori | 34’ (rig.) Kempe |

| Arbitro: | Alt |

|                             |           |  |
| Kempe 43’ (rig.) Dursun 85’ | Marcatori |  |

| Arbitro: | Petersen |

|          |           |  |
| Klos 40’ | Marcatori |  |

| Arbitro: | Kempkes |

|                                  |           |                               |
| Mehlem 19’ Dursun 41’ Franke 62’ | Marcatori | 33’ Honsak 65’ (rig.) Mühling |

| Arbitro: | Badstübner |

|                             |           |                           |
| Jatta 5’ Lasogga 16’ (rig.) | Marcatori | 52’, 90’ Mehlem 82’ Kempe |

| Arbitro: | Thomsen |

|            |           |           |
| Dursun 55’ | Marcatori | 69’ Geipl |

| Arbitro: | Rohde |

|                             |           |            |
| Seguin 64’ (rig.) Reese 82’ | Marcatori | 90’ Wittek |

| Arbitro: | Dietz |

|  |           |            |
|  | Marcatori | 87’ Heller |

| Darmstadt 21 aprile 2019, ore 13:30 CEST 30ª giornata | Darmstadt  | 0 – 0 referto | Bochum | Merck-Stadion am Böllenfalltor (10 590 spett.)\| Arbitro: \| Waschitzki \| |
| Arbitro:                                              | Waschitzki |               |        |                                                                            |

| Arbitro: | Fritz |

|             |           |                       |
| Córdoba 66’ | Marcatori | 34’ Dursun 76’ Platte |

| Arbitro: | Dankert |

|                      |           |               |
| Stark 49’ Wittek 77’ | Marcatori | 87’ Andersson |

| Arbitro: | Petersen |

|                                     |           |  |
| Kittel 21’ Lezcano 45’ Kutschke 55’ | Marcatori |  |

| Arbitro: | Dietz |

|           |           |  |
| Kempe 15’ | Marcatori |  |

### Coppa di Germania
| Arbitro: | Schröder |

|  |           |                 |
|  | Marcatori | 3’ (rig.) Kempe |

| Arbitro: | Kampka |

|  |           |                              |
|  | Marcatori | 64’ Ibišević 88’ Mittelstädt |

## Statistiche

### Statistiche di squadra
| Competizione      | Punti | In casa | In casa | In casa | In casa | In casa | In casa | In trasferta | In trasferta | In trasferta | In trasferta | In trasferta | In trasferta | Totale | Totale | Totale | Totale | Totale | Totale | DR |
| Competizione      | Punti | G       | V       | N       | P       | Gf      | Gs      | G            | V            | N            | P            | Gf           | Gs           | G      | V      | N      | P      | Gf     | Gs     | DR |
| ----------------- | ----- | ------- | ------- | ------- | ------- | ------- | ------- | ------------ | ------------ | ------------ | ------------ | ------------ | ------------ | ------ | ------ | ------ | ------ | ------ | ------ | -- |
| 2. Bundesliga     | 46    | 17      | 9       | 4       | 4       | 25      | 17      | 17           | 4            | 3            | 10           | 20           | 36           | 34     | 13     | 7      | 14     | 45     | 53     | -8 |
| Coppa di Germania | -     | 1       | 0       | 0       | 1       | 0       | 2       | 1            | 1            | 0            | 0            | 1            | 0            | 2      | 1      | 0      | 1      | 1      | 2      | -1 |
| Totale            | -     | 18      | 9       | 4       | 5       | 25      | 19      | 18           | 5            | 3            | 10           | 21           | 36           | 36     | 14     | 7      | 15     | 46     | 55     | -9 |

### Andamento in campionato
| Giornata  | 1 | 2  | 3 | 4 | 5 | 6 | 7  | 8  | 9  | 10 | 11 | 12 | 13 | 14 | 15 | 16 | 17 | 18 | 19 | 20 | 21 | 22 | 23 | 24 | 25 | 26 | 27 | 28 | 29 | 30 | 31 | 32 | 33 | 34 |
| --------- | - | -- | - | - | - | - | -- | -- | -- | -- | -- | -- | -- | -- | -- | -- | -- | -- | -- | -- | -- | -- | -- | -- | -- | -- | -- | -- | -- | -- | -- | -- | -- | -- |
| Luogo     | C | T  | C | T | C | T | C  | T  | C  | T  | C  | C  | T  | C  | T  | C  | T  | T  | C  | T  | C  | T  | C  | T  | C  | T  | C  | T  | T  | C  | T  | C  | T  | C  |
| Risultato | V | P  | V | V | N | P | P  | P  | P  | N  | V  | V  | P  | P  | P  | N  | N  | P  | V  | P  | P  | N  | V  | P  | V  | V  | N  | P  | V  | N  | V  | V  | P  | V  |
| Posizione | 6 | 12 | 4 | 3 | 5 | 6 | 10 | 13 | 14 | 14 | 12 | 12 | 12 | 12 | 12 | 13 | 13 | 13 | 13 | 14 | 14 | 14 | 13 | 14 | 13 | 13 | 12 | 13 | 12 | 12 | 10 | 10 | 11 | 10 |

Legenda:

Luogo: C = Casa; T = Trasferta. Risultato: V = Vittoria; N = Pareggio; P = Sconfitta.

### Statistiche dei giocatori
| Giocatore       | 2. Bundesliga | 2. Bundesliga | 2. Bundesliga | 2. Bundesliga | Coppa di Germania | Coppa di Germania | Coppa di Germania | Coppa di Germania | Totale   | Totale | Totale      | Totale     |
| Giocatore       | Presenze      | Reti          | Ammonizioni   | Espulsioni    | Presenze          | Reti              | Ammonizioni       | Espulsioni        | Presenze | Reti   | Ammonizioni | Espulsioni |
| --------------- | ------------- | ------------- | ------------- | ------------- | ----------------- | ----------------- | ----------------- | ----------------- | -------- | ------ | ----------- | ---------- |
| I. Berezovskiy  | -             | -             | -             | -             | -                 | -                 | -                 | -                 | -        | -      | -           | -          |
| J. Galic        | -             | -             | -             | -             | -                 | -                 | -                 | -                 | -        | -      | -           | -          |
| M. Grün         | -             | -             | -             | -             | -                 | -                 | -                 | -                 | -        | -      | -           | -          |
| D. Fernandes    | 34            | 0             | 1             | 0             | 2                 | 0                 | 0                 | 0                 | 36       | 0      | 1           | 0          |
| R. Sattelmaier  | -             | -             | -             | -             | -                 | -                 | -                 | -                 | -        | -      | -           | -          |
| F. Stritzel     | -             | -             | -             | -             | -                 | -                 | -                 | -                 | -        | -      | -           | -          |
| M. Franke       | 25            | 2             | 3             | 0             | 2                 | 0                 | 0                 | 0                 | 27       | 2      | 3           | 0          |
| P. Herrmann     | 13            | 0             | 1             | 0             | -                 | -                 | -                 | -                 | 13       | 0      | 1           | 0          |
| S. Hertner      | 4             | 0             | 0             | 0             | 1                 | 0                 | 0                 | 0                 | 5        | 0      | 0           | 0          |
| I. Höhn         | 24            | 1             | 3             | 0             | 1                 | 0                 | 1                 | 0                 | 25       | 1      | 4           | 0          |
| F. Holland      | 32            | 0             | 6             | 1             | 2                 | 0                 | 0                 | 0                 | 34       | 0      | 6           | 1          |
| W. Kamavuaka    | 6             | 0             | 1             | 0             | -                 | -                 | -                 | -                 | 6        | 0      | 1           | 0          |
| T. Rieder       | 15            | 0             | 2             | 0             | 2                 | 0                 | 0                 | 0                 | 17       | 0      | 2           | 0          |
| C. Royo         | -             | -             | -             | -             | -                 | -                 | -                 | -                 | -        | -      | -           | -          |
| S. Sirigu       | 20            | 0             | 0             | 0             | 1                 | 0                 | 0                 | 0                 | 21       | 0      | 0           | 0          |
| M. Wittek       | 12            | 2             | 4             | 0             | -                 | -                 | -                 | -                 | 12       | 2      | 4           | 0          |
| S. Bertram      | 9             | 1             | 0             | 0             | -                 | -                 | -                 | -                 | 9        | 1      | 0           | 0          |
| M. Heller       | 32            | 4             | 2             | 0             | 2                 | 0                 | 0                 | 0                 | 34       | 4      | 2           | 0          |
| T. Kempe        | 31            | 10            | 7             | 0             | 2                 | 1                 | 0                 | 0                 | 33       | 11     | 7           | 0          |
| S. Medojević    | 16            | 0             | 1             | 0             | 2                 | 0                 | 0                 | 0                 | 18       | 0      | 1           | 0          |
| M. Mehlem       | 30            | 5             | 5             | 0             | 1                 | 0                 | 0                 | 0                 | 31       | 5      | 5           | 0          |
| C. Moritz       | 11            | 1             | 0             | 0             | -                 | -                 | -                 | -                 | 11       | 1      | 0           | 0          |
| L. Müller       | -             | -             | -             | -             | -                 | -                 | -                 | -                 | -        | -      | -           | -          |
| V. Pálsson      | 15            | 0             | 3             | 0             | -                 | -                 | -                 | -                 | 15       | 0      | 3           | 0          |
| Y. Stark        | 22            | 1             | 7             | 0             | 1                 | 0                 | 0                 | 0                 | 23       | 1      | 7           | 0          |
| S. Dursun       | 33            | 11            | 4             | 0             | 2                 | 0                 | 0                 | 0                 | 35       | 11     | 4           | 0          |
| L. Gelzleichter | -             | -             | -             | -             | -                 | -                 | -                 | -                 | -        | -      | -           | -          |
| S. Gündüz       | 1             | 0             | 0             | 0             | -                 | -                 | -                 | -                 | 1        | 0      | 0           | 0          |
| F. Platte       | 10            | 1             | 1             | 0             | -                 | -                 | -                 | -                 | 10       | 1      | 1           | 0          |
| J. Wurtz        | 22            | 1             | 2             | 0             | 1                 | 0                 | 0                 | 0                 | 23       | 1      | 2           | 0          |
| T. Boyd         | 11            | 0             | 1             | 0             | 2                 | 0                 | 0                 | 0                 | 13       | 0      | 1           | 0          |
| J. Jones        | 28            | 2             | 2             | 0             | 2                 | 0                 | 0                 | 0                 | 30       | 2      | 2           | 0          |
| A. Sulu         | 17            | 2             | 6             | 0             | 2                 | 0                 | 0                 | 0                 | 19       | 2      | 6           | 0          |